# Szőkéd
Szőkéd là một thị trấn thuộc hạt Baranya, Hungary. Thị trấn này có diện tích 9,58 km², dân số năm 2010 là 370 người, mật độ 39 người/km².